# مایرون
مایرون یا میرون اِلوترایی (یونانی باستان: Μύρων؛ به انگلیسی: Myron of Eleutherae؛ دوره فعالیت در ۴۸۰–۴۴۰ پیش از میلاد) یک مجسمه‌ساز اهل آتن باستان در اواسط سده ۵ پیش از میلاد بود. او متولد الوترای (Eleutherae) در مرزهای بویوتیا و آتیک بود. بر طبق آنچه که در کتاب تاریخ طبیعی پلینی آمده آگلاداس اهل آرگوس استاد او بود. پوسانیاس جهانگرد و جغرافی‌دان یونان باستان ذکر کرده که مجسمه‌های مایرون تا سده دوم پس از میلاد درجای خود باقی بوده‌اند.

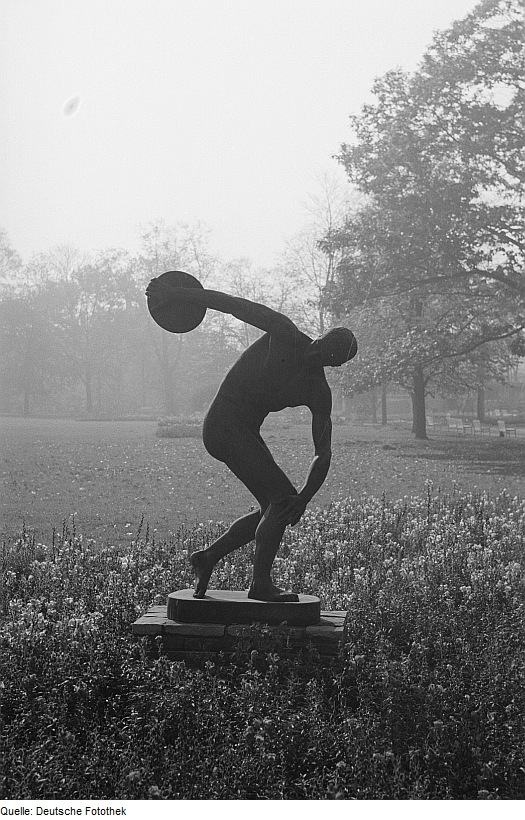
نسخه‌ای از دیسکوبولوس با دیسک‌پران مایرون در پارک مارک‌کلیبرگ آلمان. ۱۹۵۳. دیسکوبولوس یا مجسمه دیسک‌پران ساخته مایرون یکی از ده مجسمه برتر جهان باستان و از مشهورترین آثار بجامانده از آن دوران بشمار می‌رود. این مجسمه یونانی که حدود ۴۵۰ سال قبل از میلاد از برنز ساخته شده بود در طول سال‌ها ازبین رفت و رومیان دوران باستان نسخه‌ای همانند آن از جنس مرمر ساختند که در کاوش‌های باستان‌شناسی ویلا آدریانا، مجموعهٔ بزرگ باستانی رومی در تیولیِ ایتالیا در سال ۱۷۹۰ توسط انگلیسی‌ها کشف شد و هم اکنون جزو گنجیه‌های باارزش موزه بریتانیا بشمار رفته و در این محل نگهداری می‌شود.

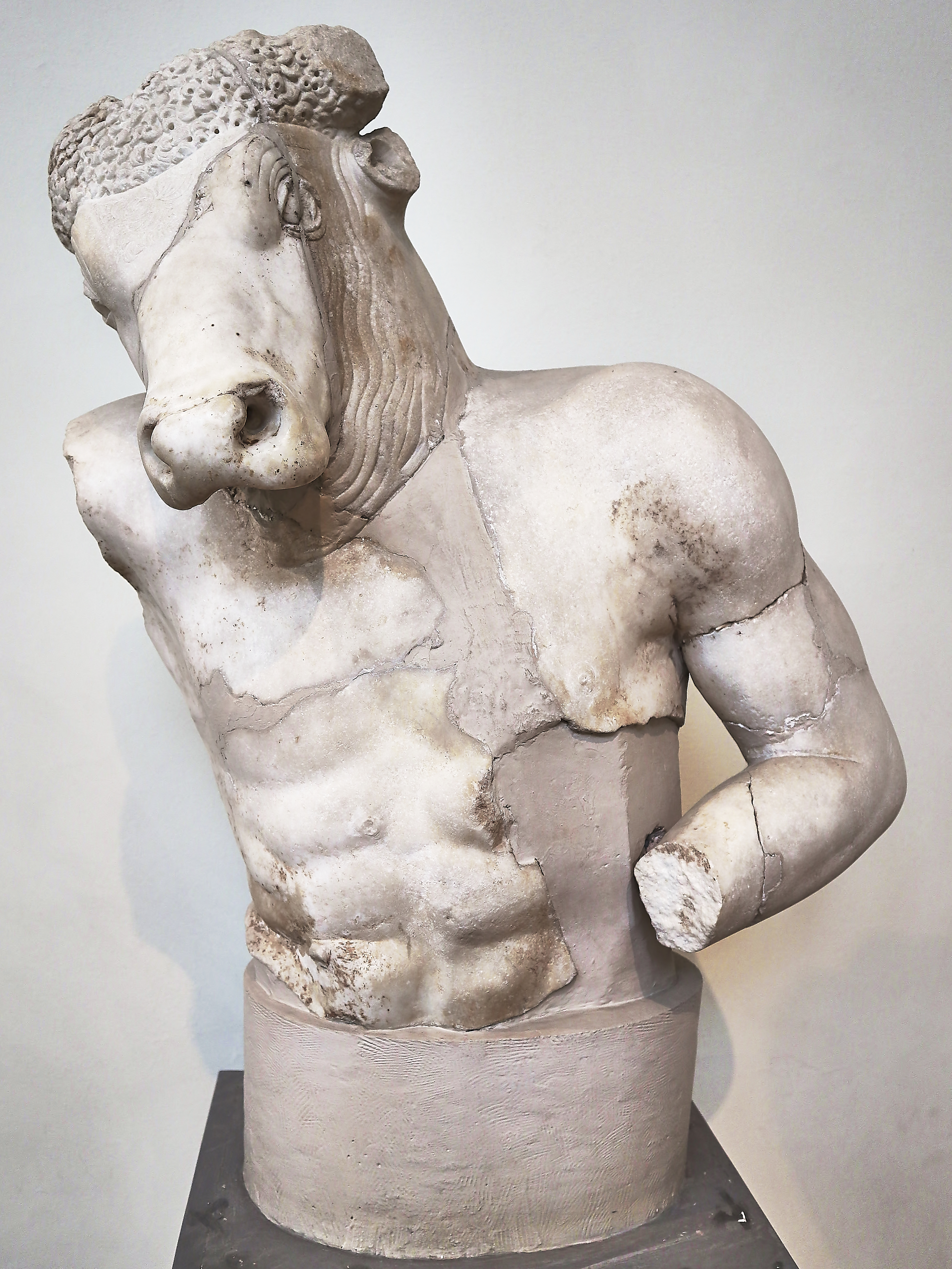
مینوتور از یک چشمه در آتن، کپی رومی از اثر گمشده مایرون از تیسوس‌های و مینوتور (موزه ملی باستان‌شناسی آتن).

## شیوه

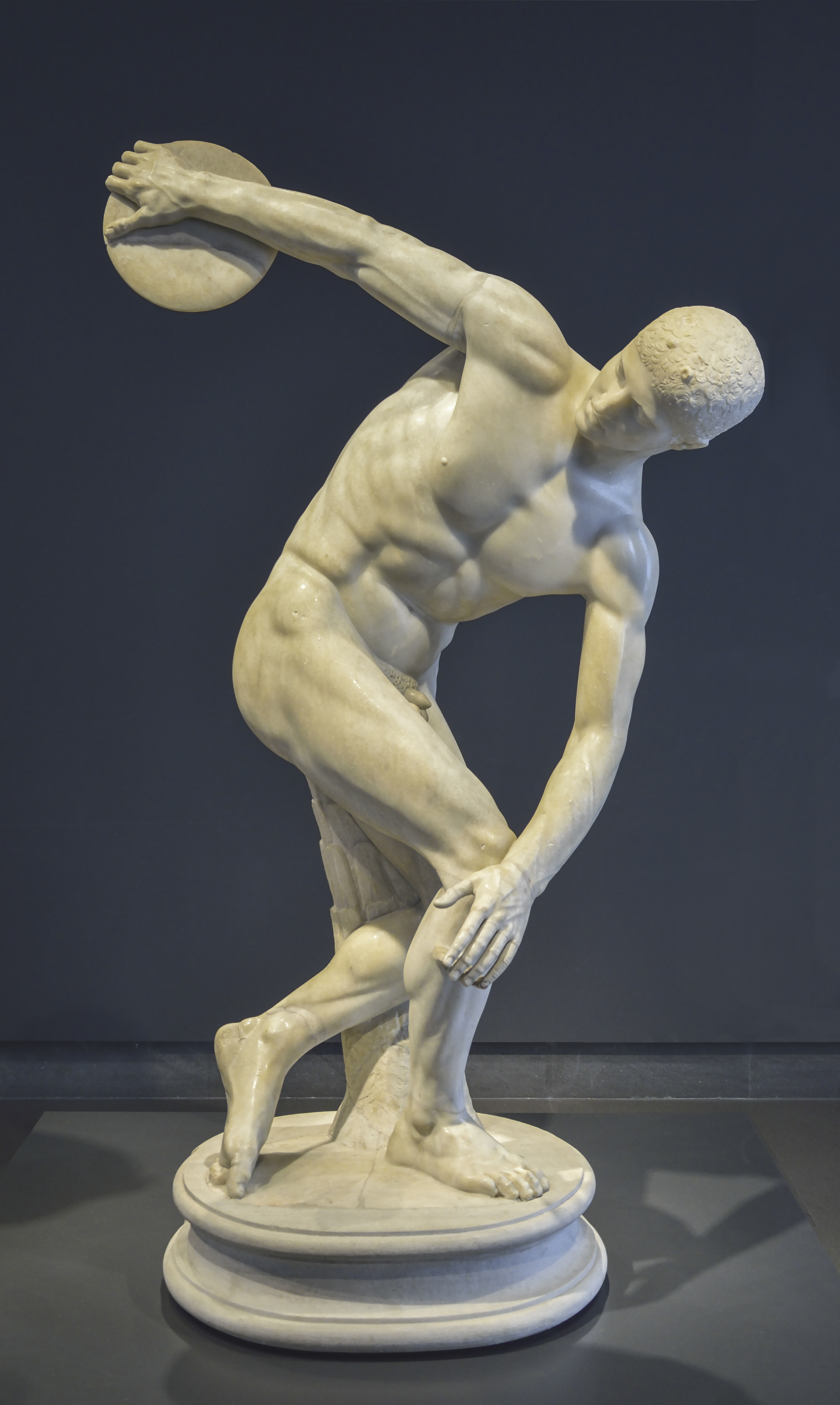
دیسکوبولوس در موزه ملی روم

مایرون به‌طور انحصاری با برنز کار می‌کرد و مجسمه‌هایی از خدایان و قهرمانان یونان باستان ساخته است. مفسران آثاری که او از ورزشکاران در حال استراحت ساخته را انقلابی در دوران باستان ارزیابی می‌کنند که به نمایش شجاعانه حالت‌ها، مطرح‌کردن بیشتر و کامل‌تر ریتم و همچنین تابعیت اجزا از کل پرداخته است.
مایرون در مرحله میان مکتب پلوپونزی و آتیکی قرار داشت. او ستبری و صلابت مکتب پلوپونزی را با رعونت و ظرافت مکتب یونانی به هم پیوست؛ ولی آنچه بر همه مکاتب افزود عنصر حرکت بود. مایرون، برخلاف پولوکلیتوس، ورزشکاران را بعد یا قبل از مسابقه نمایش نمی‌داد، بلکه آنان را در حال عمل نشان داده است.
او در حدود سال ۴۷۰، پیکره دیسکوبولوس یا دیسک‌پران را به قالب ریخت؛ این مشهورترین مجسمه‌ای است که مردی را در حال حرکت ورزشی نشان می‌دهد. شگفتیهای جسم مرد در این مجسمه به صورت کامل نمایان شده: بدن، از لحاظ حرکات عضلات و بندها و استخوان‌هایی که در وقت عمل به کار می‌افتند، بدقت مورد مطالعه واقع شده‌است. پاها و بازوان و تنه در جهتی خم شده‌اند که کاملترین نیرو را برای پرتاب دیسک ایجاد می‌کنند. چهره بر اثر فشار و اعمال نیرو در هم رفته نیست؛ بلکه دارای آرامشی است که از اعتماد به قدرت حکایت می‌کند. سر حجیم و خشونتآمیز نیست، بلکه به مردی اصیل و مهذب تعلق دارد که حتی اگر می‌خواست، می‌توانست در شمار مؤلفان و مصنفان درآید.
دیسک‌پران فقط یکی از هنرنمایی‌های مایرون بوده‌است، و معاصرانش آن را ارج بسیار می‌نهادند؛ ولی آثاری که بیش از آن ارزش و اهمیت یافت، مجسمه‌های «آتنه»، «مارسواس» و پیکره «لاداس» بود. آتنه در اینجا از حدی که برای این مقصود لازم بود، زیباتر ظاهر شده‌است. هیچ‌کس نمی‌تواند تصور کند که دوشیزهای چنین باوقار، به آرامی و خرسندی، منظره پوست کندن فلوت نواز شکست خورده را نظاره کند. مارسواسی که مایرون ساخته، در حقیقت جرج برنارد شاو است که در وضعی نامطلوب، ولی کاملاً گویا و واضح، تجسم یافته. برای آخرین بار، نای خود را نواخته، و در شرف دم فروبستن است، ولی خاموش و بی سخن نخواهد مرد. لاداس نیز ورزشکاری است که همه نیروی خود را در راه پیروزی به کار برده، و از پای درآمده است. مایرون او را چنان زنده و واقعی مجسم کرده که زمانی یکی از یونانیان قدیم از دیدن آن گفته بود: «ای لاداس، گویی تو زنده‌ای و روح پراضطرابت با هر نفس از بدن بیرون می‌شود. مایرون تو را از برنز چنان ساخته که، بر همه اعضایت، شوقی که برای پیروزی داشته‌ای نقش شده است.»
از آثار دیگر مایرون مجسمه «گوساله» بوده‌است، که یونانیان دربارهٔ آن می‌گفتند: «همه کار می‌کند، جز ماع کشیدن.» مکتب آتیکی یا آتنی به مکتب پلوپونزی، و نیز به هنرمایرون، چیزی را ارزانی داشت که معمولاً زنان به مردان می‌بخشند، یعنی زیبایی، ظرافت، و رعونت را؛ و چون هنوز عنصر قدرت و صلابت مردانه را دارا بود به کمالی دست یافت که شاید هرگز پیکرتراشی دیگر بدان پایه نرسد.